# Équipe cycliste China Continental Team of Gansu Bank
L'équipe cycliste China Continental Team of Gansu Bank est une équipe cycliste chinoise, active entre 2012 et 2021 avec le statut d'équipe continentale.

## China Continental Team of Gansu Bank en 2021
| Cycliste       | Date de naissance | Nationalité | Équipe 2020                                 |  |
| -------------- | ----------------- | ----------- | ------------------------------------------- |  |
| Bao Xianghu    | 2 octobre 1998    | Chine       |                                             |  |
| Cai Xin        | 22 avril 1999     | Chine       | China Continental Team of Gansu Bank        |  |
| Li Bo          | 28 décembre 1997  | Chine       | China Continental Team of Gansu Bank        |  |
| Nan Yongjie    | 8 juillet 2001    | Chine       |                                             |  |
| Peng Xin       | 27 mars 2000      | Chine       | Docs Cycling Team                           |  |
| Qi Junshan     | 9 octobre 1996    | Chine       | China Continental Team of Gansu Bank        |  |
| Qiang Shuhua   | 29 avril 2000     | Chine       | China Continental Team of Gansu Bank        |  |
| Song Mingliang | 2 mai 1996        | Chine       | China Continental Team of Gansu Bank        |  |
| Sun Yupeng     | 3 août 1998       | Chine       | China Continental Team of Gansu Bank        |  |
| Wang Zhen      | 26 juin 1989      | Chine       | China Continental Team of Gansu Bank (2019) |  |
| Wei Kongquing  | 1er mai 2000      | Chine       | China Continental Team of Gansu Bank        |  |
| Zhao Rongjing  | 22 juillet 1998   | Chine       | China Continental Team of Gansu Bank        |  |